# William Tanui
William Kiptarus Tanui (ur. 22 lutego 1964 w Kemeloi) – kenijski lekkoatleta, średniodystansowiec. Mistrz olimpijski z 1992 z Barcelony.
Stosunkowo późno, pod koniec lat 80., awansował do czołówki kenijskich biegaczy. Zwyciężył w biegu na 800 metrów na mistrzostwach Afryki w 1990 w Kairze.
Przybiegł pierwszy w finale tej konkurencji na halowych mistrzostwach świata w 1991 w Sewilli, ale został zdyskwalifikowany za zbyt wczesne zejście z wyznaczonego toru. W tym samym roku wygrał bieg na 800 metrów na igrzyskach afrykańskich w Kairze.
Zdobył złoty medal w biegu na 800 metrów na igrzyskach olimpijskich w 1992 w Barcelonie, wyprzedzając swego kolegę z reprezentacji Kenii Nixona Kiproticha i Johnny’ego Graya ze Stanów Zjednoczonych. Na mistrzostwach świata w 1993 w Stuttgarcie zajął 7. miejsce na tym dystansie.
W późniejszych latach startował głównie na dystansie 1500 metrów. Należał do szerokiej światowej czołówki. Zajął 5. miejsce w tej konkurencji na igrzyskach olimpijskich w 1996 w Atlancie. Zdobył brązowy medal na halowych mistrzostwach świata w 1997 w Paryżu, przegrywając jedynie z Hichamem El Guerroujem i Rüdigerem Stenzelem z Niemiec, a na HMŚ w 1999 w Maebashi był czwarty.